# Кхерзан-дулх
Кхерзан-дулх или Кхерзина жижиг (чечен. Кхерзан-дулх или чечен. Кхерзина жижиг) — традиционное национальное блюдо чеченцев, в состав которого входят говядина или баранина, картофель, репчатый лук, жир топленый, соль, перец черный молотый, зелень петрушки, чабрец.

## Описание
Для приготовления, мясо солят, нарезают кусочками и жарят. Затем заливают небольшим количеством горячего бульона или воды, 25-30 минут тушат, добавляют обжаренный до полуготовности картофель, жареный лук и продолжают тушить до готовности. За 15 минут до конца тушения заправляют чабрецом и черным перцем. Готовое блюдо подают к столу, посыпав зеленью.